# Império Bizantino sob as dinastias constantina e valentiniana
Bizâncio sob as dinastias constantiniana e valentiniana foi o primeiro período do Império Bizantino, ou seja, o período de sua criação. Foi durante este período que o imperador Constantino I reconstruiu a antiga cidade grega de Bizâncio no Bósforo, que acabou por receber o nome de Constantinopla em homenagem ao imperador. Os sucessores de Constantino governaram sobre partes do império no Egito, Síria e Bálcãs.

## Prelúdio da criação do Império Bizantino

### Crise econômica
No século III, o Império Romano sofreu preocupantes dificuldades econômicas que se espalharam sobre grande porção das províncias. A diminuição drástica da população em toda a parte ocidental do império juntamente com a degradação geral da sociedade dentro das cidades exacerbou a crise, levando a uma escassez da mão-de-obra. Os latifúndios, ou grandes propriedades, adicionaram mais problemas a crise, pois em decorrência da grande extensão de tais terras a mão-de-obra necessária para a sua manutenção era muito grande o que gerava um déficit de mão-de-obra para as pequenas propriedades.
No oriente, embora tenha havido um problemas de escassez de mão-de-obra, o problema da população não foi tão agudo, tornando-o mais forte e mais capaz de resistir a uma crise grave. O ocidente, em sua reação contra as dificuldades econômicas acabou por elevar muito os preços, o que tornou o sistema de escambo necessário para a sobrevivência imperial. Em contraste, o Oriente optou por depender de moedas de ouro, criando um meio mais rentável e confiável de sobrevivência.

### Reformas administrativas
Os imperadores romanos Diocleciano e Constantino I ambos tiveram um importante papel na reforma da organização de todo o império. O império em sua totalidade tornou-se difícil de controlar, e Diocleciano resolveu isso criando uma tetrarquia que permitiu que augustos governassem em cada uma das metades do império, enquanto dois césares seriam os governantes adjuntos. Em caso de perda do augusto, o césar iria tomar o seu lugar, e um novo césar seria selecionado. Após a abdicação de Diocleciano e Maximiano, no entanto a tetrarquia entrou em colapso, e Constantino I, substituiu-a com o princípio dinástico de sucessão hereditária.
Para aliviar as preocupações da administração territorial, Diocleciano dividiu todo o império em cem províncias distintas. O controle administrativo foi levado sob os auspícios do imperador, e a Itália foi relegada ao status de uma província regular, agora também obrigada a pagar impostos. Cada província foi dividida em dioceses, doze no total.
Constantino baseou-se nas reformas administrativas introduzidas por Diocleciano. Organizou as províncias ainda mais, criando prefeituras, cada uma consistindo de várias dioceses, e cada diocese consistindo de várias províncias. Isso permitiu que o império aproveitasse o controle de cada prefeitura, proporcionando uma diferença distinta entre a administração civil e militar.
Constantino também conseguiu estabilizar a moeda (o Soldo de ouro que introduziu tornou-se uma moeda altamente valorizada e estável), e fazer alterações na estrutura do exército. Sob Constantino, o império tinha recuperado muito de sua força militar e viveu um período de estabilidade e prosperidade.
Sob Constantino, o cristianismo não se tornou a religião oficial do Estado, mas gozava da preferência imperial, porque o imperador apoiou com privilégios generosos. Constantino estabeleceu o princípio de que os imperadores não devem resolver questões de doutrina, mas devem convocar concílios eclesiásticos gerais para esse efeito. O Sínodo de Arles foi convocado por Constantino, e o Primeiro Concílio de Niceia apresentou sua reivindicação para ser a cabeça da Igreja.

### Ameaças militares e divisão do império
A situação defensiva sob Diocleciano, no entanto, mudou consideravelmente no Oriente. Os persas sassânidas haviam expandido ainda mais as suas fronteiras o que gerou uma ameaça em decorrência da constante busca de novos territórios por parte dos persas, além disso, os bárbaros estavam se tornando um problema mais sério ao longo do curso inferior do Danúbio. A julgar as ameaças como sendo de importância extrema, Diocleciano passou a residir em Nicomédia (atual İzmit), onde estabeleceu sua capital, deixando Maximiano, seu co-imperador, a cargo do Ocidente.
Constantino mudou a sede do império e introduziu importantes alterações em sua constituição civil e religiosa. Em 324, mudou a capital da Nicomédia (na Anatólia) para Bizâncio no Bósforo. Em 330, fundou Constantinopla como segunda Roma no local de Bizâncio, que estava bem posicionada nas rotas comerciais que passavam pelo Mar Negro e Mar Mediterrâneo, ligando Oriente e Ocidente.

## Imperadores da dinastia constantiniana
- Constantino I (306-337)
- Constâncio II (337-361)
- Juliano, o Apóstata (361-363)
- Joviano (363-364)